# 明和高等学校 (群馬県)
明和高等学校（めいわこうとうがっこう）とは、かつて群馬県前橋市昭和町三丁目にあった私立女子高等学校。
2000年（平成12年）に開校した創世中等教育学校に移行する形で、2005年（平成17年）に閉校した。

## 沿革
- 1933年（昭和08年） - 平方金七により平方裁縫女学校として創立。
- 1941年（昭和16年） - 平方高等裁縫女学校と改称。
- 1943年（昭和18年） - 平方実業女学校と改称。
- 1948年（昭和23年） - 明和家政高等学校と改称。
- 1960年（昭和35年） - 明和高等学校と改称。
- 2005年（平成17年） - 閉校。

## 学科
- 家政科

## 制服
紺色のブレザー、紺色のスカート。
1999年（平成11年）度より紺色のブレザー、緑と紫のチェック柄のスカート（夏は紺のチェック柄）。

## その他
部活動は合唱部のみであった。
生徒会、委員会活動がなく上級生である3年生と教員が交代で全校日直と称して校内の風紀、美化に尽力していた。
寮があり、三食とも給食が出ていた。